# دارونما در تاریخ
واژهٔ دارونما در اواخر قرن ۱۸ در زمینه‌های دارویی و برای توصیف یک «دارو یا روش معمولی» مورد استفاده قرار می‌گرفت. در سال ۱۸۱۱ دارونما چنین تعریف شد: «هر دارویی که بیشتر برای خشنودی بیمار استفاده شود تا به نفع او». اگرچه این تعریف مفهومی تحقیرآمیز دارد، اما لزوماً به معنای بی‌تأثیر بودن نبود.
دارونما تا میانه‌های قرن بیستم در طبابت جایگاه مشخصی داشت. در سال ۱۹۵۵ هنری. کی. بیچر مقاله‌ای تأثیرگذار تحت عنوان دارونمای قدرتمند منتشر کرد و این نظریه را مطرح نمود که اثر دارونما از نظر بالینی حائز اهمیت است. اما بررسی‌های مجدد مواد مورد استفادهٔ او، هیچ نشانی از تأثیر دارونما نداشت.

## ریشه‌شناسی
دارونما (پلاسیبو) واژه‌ای لاتین است به معنای "خودم را خشنود خواهم کرد" . این کلمه برگرفته از یکی از مناجات های عبادت‌های شامگاهی مزامیر است. با توجه به این دعا، پلاسیبو خوان به کسانی گفته می‌شد که ادعا می‌کند برای متوفی دعا میخوانند یا با او آشنایی داشتند تا بتواند از غذای مراسم ترحیم بهره ببرد. پس به این دلیل این لغت به عملی فریبکارانه برای خشنود کردن گفته می‌شد.

## استفاده اولیه در پزشکی

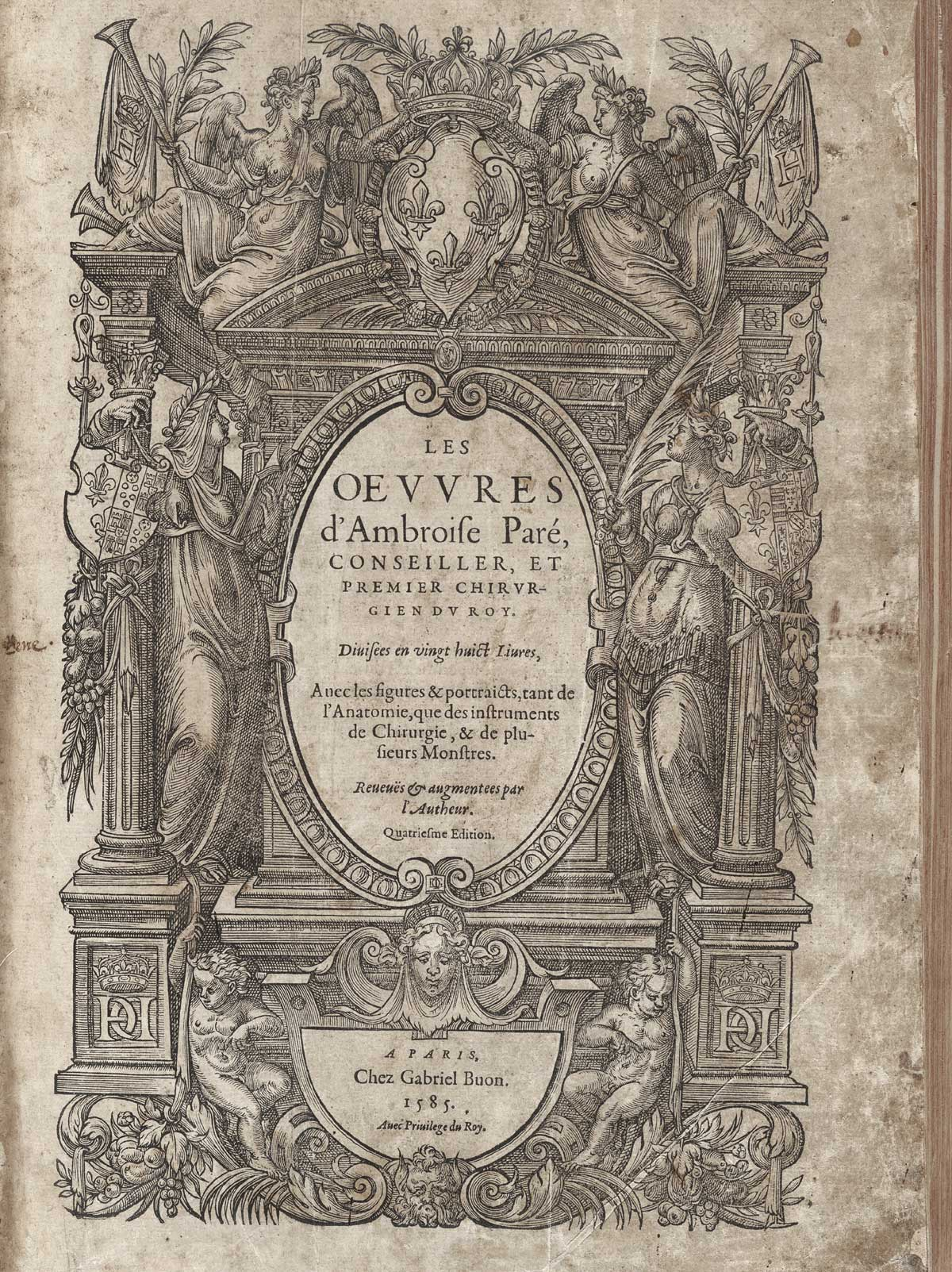
پزشکان و جراحانی نظیر آمبروز پاره Ambroise Paré به طور سنتی بر اهمیت تسلی دادن به بیمار از طریق استفاده از دارونما تأکید داشته‌اند. این صفحه عنوان یکی از آثار پاره است.

همان‌طور که آمبروز پاره (۱۵۹۰–۱۵۱۰) بیان می‌کند، در طبابت، وظیفه پزشک نسبت به بیمار این است: گاهی درمان کند، اغلب تسکین دهد، همیشه تسلی بخشد. بر این اساس، دارونما تا قرن بیستم در پزشکی به‌طور گسترده تجویز می‌شد و اغلب به عنوان فریب‌های ضروری مورد تأیید قرار می‌گرفت.
بنا به گفتهٔ نیکلاس جوسون، پزشکی در انگلستان قرن هجدهم به تدریج از اینکه بیمار در تصمیم‌گیری درمانی پزشک، سهم مهم و حتی مساوی داشته باشد دور می‌شود. به این ترتیب به سویی می‌رود که بیمار فقط دریافت کنندهٔ نوعی درمان استاندارد است؛ درمانی که توسط نظرات رایج در پزشکی روز ارائه می‌شود.
جوسون این مطلب را به موازات تغییراتی توصیف می‌کند که در شیوه تولید دانش پزشکی اتفاق می‌افتد. مانند گذار از "درمان سرپایی"، به سوی "طب بیمارستانی " و سرانجام به "طب آزمایشگاهی".
از بقایای رویکرد «تسلی‌بخش» بودن درمان، تجویز داروهای تقویت کننده خلقیات و درمان‌های خوشایند، از جمله «قرص قند»، معجون یا شیره بود. حتی در آن زمان، هیچ‌کدام از این ترکیبات عملکرد دارویی شناخته شده‌ای نداشتند. پزشکان آن دوران که به این دلیل چنین تقویت کننده‌های خلقیات را تجویز می‌کردند (که اثر دارویی نداشت و فقط به بیمار آرامش خیال و آسودگی می‌داد)، که تا بیمار آرامش یابد تا زمانی که «قدرت شفابخش طبیعت» وظیفهٔ خود را انجام دهد و سلامت را به او بازگرداند. یا دست کم انتظار بیمار را از پزشک برای تجویز نوعی درمان برآورده سازد.
در سال ۱۸۱۱، در لغت‌نامهٔ Lexicon-Medicum Quincy هوپر، دارونما به هر دارویی گفته می‌شود که بیشتر برای خشنودی بیمار داده می‌شود تا سود او." در سال ۱۹۰۳ ریچارد کابوت گفت او تجویز دارونما را قطع کرده‌است، زیرا هنوز هیچ موردی نیافته که در آن یک چیز دروغین بیش از آن که صدمه بزند کمکی کرده باشد.
اولین استفاده از دارونما بعنوان گروه شاهد در تحقیقات، به کوشش‌های کلیسای کاتولیک در اروپای قرن شانزدهم برای اثبات بی‌اعتباری جن‌گیری بازمی‌گردد. به افرادی که به دروغ ادعا می‌کردند که توسط نیروهای شیطانی تسخیر شده‌اند، اشیاء مقدس تقلبی می‌دادند. اگر آن فرد واکنش خشونت‌باری از خود نشان می‌داد، نتیجه گرفته می‌شد که تسخیر شدن، کاملاً خیالی است.
استفاده از دارونما به عنوان یک روش درمانی در طول تاریخ بحث‌برانگیز و تا اواسط قرن بیستم رایج بوده‌است. در سال ۱۹۰۳ ریچارد کابوت به این نتیجه رسید که باید از آن حذر کرد زیرا فریبنده است. نیومن به «پارادوکس پلاسیبو» اشاره می‌کند - «ممکن است استفاده از دارونما غیراخلاقی باشد، اما استفاده نکردن از چیزی که بهبودی می‌بخشد نیز غیراخلاقی است». وی برای حل این معضل پیشنهاد می‌کند که باید به پاسخ معنادار درمانی توجه داشت. «مادامی که درمانگر با صداقت و شفاف عمل کند و به قدرت بالقوهٔ التیام‌بخش دارونما معتقد باشد، می‌توان از اثرات دارونما استفاده کرد».
جان هیگارت در قرن هجدهم اولین کسی بود که به بررسی تأثیر دارونماها پرداخت. وی یک درمان طبی محبوب زمان خود را که " تراکتورهای پرکینز " نام داشت آزمایش کرد و نشان داد که بی‌اثر است. چرا که این درمان ادعایی، همان مقدار نتیجه می‌داد که دارونما ثمربخش بود.
امیل کوئه، یک داروساز فرانسوی نیز که در یک عطاری در تروا، بین سالهای ۱۸۸۲ و ۱۹۱۰ مشغول به کار بود، از کارایی «اثر دارونما» حمایت می‌کرد. او به این معروف بود که بعد از تمجید از کارایی هر ترکیب، با هر دارو یک نوشتهٔ مثبت هم جهت اطمینان خاطر به مشتریانش می‌داد. کتاب او Self-Mastery Through Autosuggestion Conscious نیز در انگلستان (۱۹۲۰) و در ایالات متحده (۱۹۲۲) منتشر شد.
استفاده از دارونماها تا قرن بیستم در پزشکی به صورت بسیار گسترده باقی ماند و بعضی اوقات به عنوان فریب‌های ضروری مورد تأیید قرار می‌گرفت. در سال ۱۹۰۳، ریچارد کابوت گفت که او تجویز دارونما را قطع کرده‌است، زیرا هنوز هیچ موردی نیافته که یک چیز دروغین بیش از آن که صدمه بزند کمکی کرده باشد".
تی سی گریوز TC Graves برای اولین بار «اثر دارونما» را در سال ۱۹۲۰ در یک مقاله منتشر شده در لنست نامگذاری کرد. دراین مقاله می‌نویسد که اثر دارونمایی داروها بیشتر در مواردی خود را نشان می‌دهد که اثرات روانی واقعی در بیمار ایجاد شده باشد.

## اثر دارونما

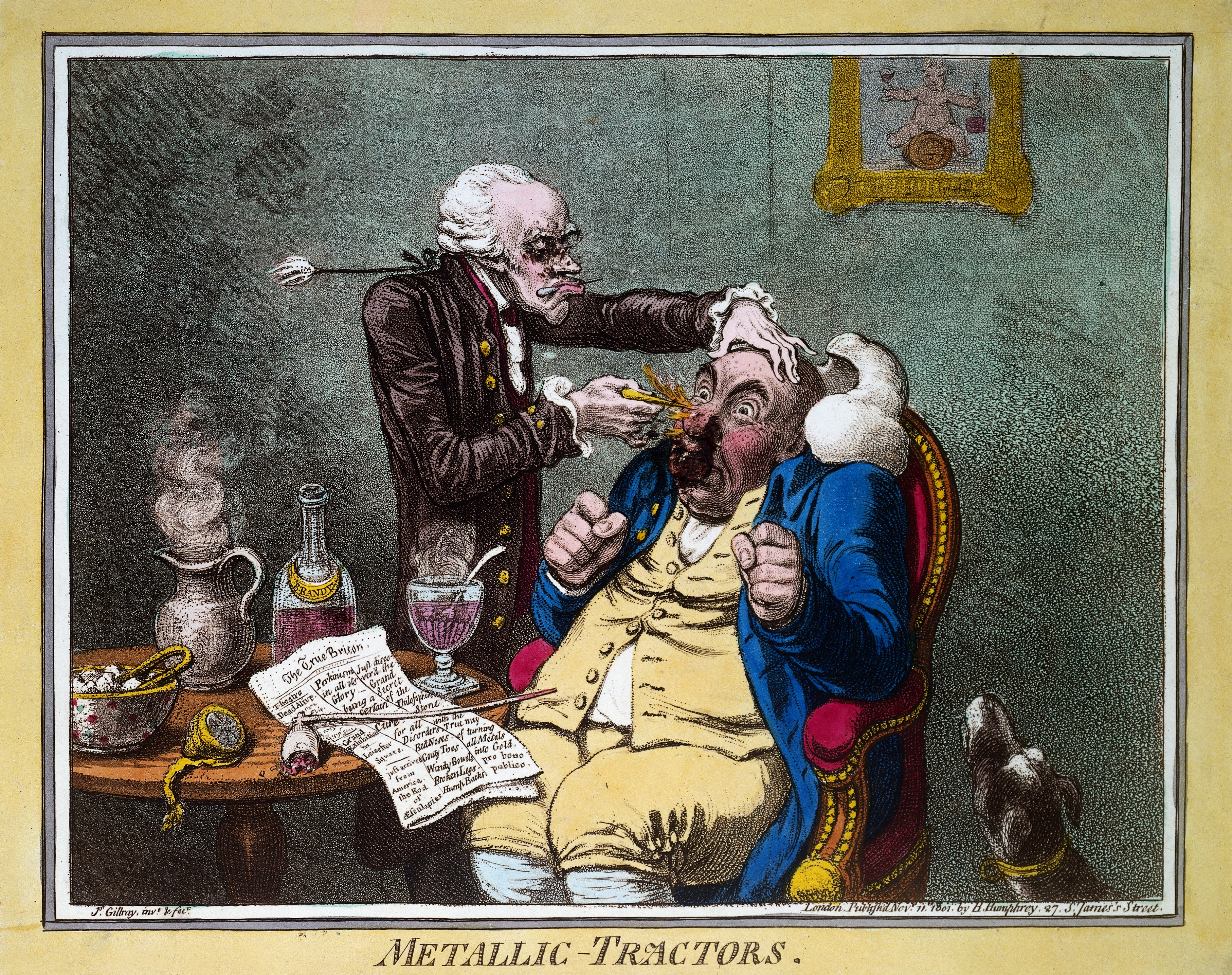
تراکتورهای فلزی. کاریکاتور یک شارلاتان در معالجه بیمار با حق ثبت اختراع تراکتورهای پرکینز توسط جیمز گیلری، ۱۸۰۱.

اثر دارونما در داروهای جدید در قرن هجدهم و در دهه ۱۷۸۰ توسط میشل فیلیپ بووارت حکایت شده‌است.

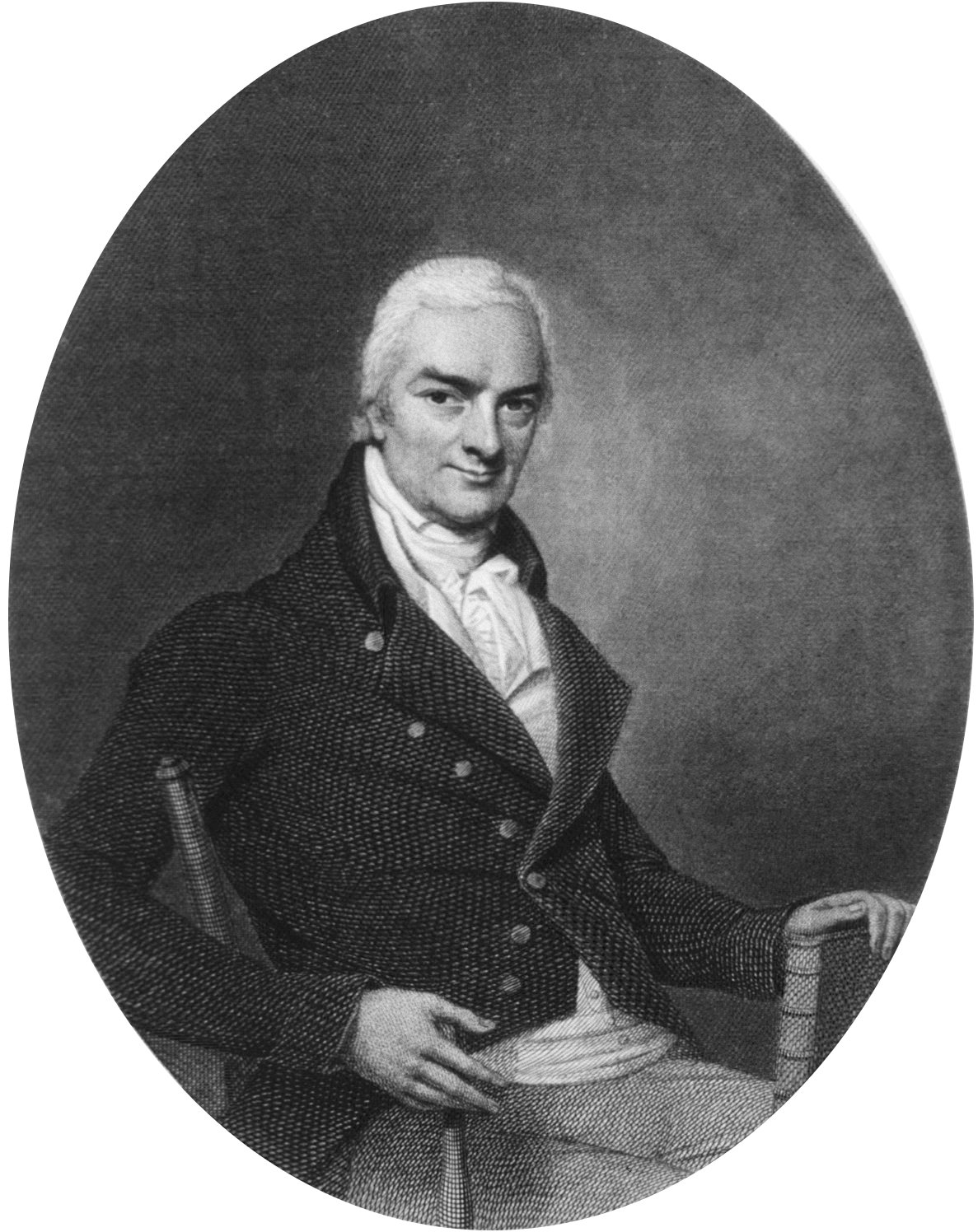
جان هیگارت اولین کسی بود که اثر دارونما را در سال ۱۷۹۹ نشان داد.

اولین کسی که اثر دارونما را تشخیص و نشان داد، پزشک انگلیسی جان هیگارت در سال ۱۷۹۹ بود. او یک روش درمانی محبوب در زمان خود به نام " تراکتورهای پرکینز " را آزمایش کرد که از نشانگرهای فلزی تشکیل می‌شد که ظاهراً قادر به بیرون کشیدن بیماری بودند. آنها با قیمتی بسیار بالا (پنج گینه) به فروش می‌رسیدند. هیگارت تصمیم گرفت نشان دهد که هزینه کردن برای چنین کاری لازم نیست. او این کار را با مقایسه نتایج تراکتورهای چوبی ساختگی با تراکتورهای فلزی ظاهراً "فعال" انجام داد و یافته‌های خود را در کتابی به نام دربارهٔ تخیل علت و درمان اختلالات بدن منتشر کرد.
نشانگرهای چوبی به اندازهٔ فلزهای گران‌قیمت مفید بودند و نشان می‌داد که تخیلِ صرف چه تأثیر شگرفی بر بیماری دارد. تأثیری که تا به حال کسی به آن فکر نکرده بود". با این که واژهٔ دارونما از سال ۱۷۷۲ تا کنون به کار می‌رود، این اولین بار بود که اثر دارونما به واقع نمایش داده می‌شد.
اولین کسی که اثر دارونما را در مقاله‌ای در لنست معرفی و مطرح کرد تی‌سی گریوز در ۱۹۲۰ بود. وی دربارهٔ «اثرات دارونما» در مواردی سخن گفت که «آشکارا اثر درمانی واقعی بر روان ایجاد شده باشد».
در بیمارستان رویال لندن در سال ۱۹۳۳، ویلیام اوانز و کلیفورد هویل بر روی ۹۰ نفر آزمایش کردند و نتایج حاصل از تجویز یک داروی فعال و یک «دارونما» را مقایسه کردند. این آزمایش تفاوت معناداری بین درمان دارویی و درمان دارونما نشان نداد و محققان به این نتیجه رسیدند که این دارو هیچ تأثیر خاصی در رابطه با شرایط درمان ندارد. در ۱۹۳۷ آزمایش مشابهی نیز توسط هری گلد، ناتانیل کویت و هارولد آتو بر روی ۷۰۰ مورد انجام شد.
در ۱۹۴۶، کارشناس آمار زیستی و فیزیولوژیست دانشگاه ییل، E. Morton Jlineline، «واکنش به پلاسیبو» یا «پاسخ» را توصیف کرد. او احتمالاً از اصطلاحات «پاسخ به پلاسیبو» و «واکنش به پلاسیبو» به عنوان دو اصطلاح قابل تعویض استفاده کرده‌است. هنری کی. بیچر در ۱۹۵۵ اولین کسی بود که در مقاله‌اش "دارونمای قدرتمند " از اصطلاح "اثر دارونماً استفاده کرد، که آن را از اثرات دارویی متمایز نشان می‌داد. بیچر پیشنهاد کرده بود که اثرات دارونما در حدود ۳۵٪ از افراد رخ داده‌است. با این حال، این مقاله به دلیل عدم تمایز اثر دارونما از عوامل دیگر و همچنین پشتیبانی از ایدهٔ تفاخرآمیز اثر دارونما، مورد انتقاد قرار گرفت و یک تحلیل مجدد در ۱۹۹۷ نتوانست از نتیجه‌گیری‌های بیچر حمایت کند.
در ۱۹۶۱، بیچر گزارش داد که درد قفسهٔ سینهٔ بیماران جراحان 'مشتاق' نسبت به بیماران جراحان شکاک، بیشتر تسکین یافته‌است.
در ۱۹۶۱ والتر کندی واژهٔ nocebo را معرفی کرد؛ واژه‌ای به معنای یک مادهٔ خنثی که باعث اثرات مضر در بیمار می‌شود.
در ۱۹۶۱ هنری کی. بیجر به این نتیجه رسید که جراحانی که مشتاق و خوش‌بین هستند درد سینه و مشکلات قلبی بیماران خود را بیشتر از جراحان شکاک تسکین می‌دهند. از آغاز دههٔ ۱۹۶۰، اثر دارونما به‌طور گسترده‌ای شناخته شد و آزمایش‌های کنترل شده با دارونما به معیاری در تأیید داروهای جدید بدل شد.
دیلان اوانز معتقد است که دارونما به فعال کردن پاسخ فاز حاد، مرتبط است، بنابراین فقط در شرایطی مانند درد، تورم، زخم معده، افسردگی و اضطراب که با این موضوع ارتباط دارند، تأثیر خواهد کرد.
بررسی سیستماتیک کارآزمایی‌های بالینی در ۲۰۰۱ به این نتیجه رسید که هیچ شواهدی از تأثیرات مهم بالینی وجود ندارد، مگر در درمان درد و نتایج مکرر بر روی بیمار. نویسندگان مقاله بعداً یک بررسی کاکرین را با نتیجه‌گیری مشابه منتشر کردند (به روز شده تا تاریخ ۲۰۱۰) در اکثر مطالعات از ابتدا تا انتهای آزمایش به اثر دارونما در ایجاد تفاوت‌های اساسی اشاره شده‌است، اما داوران جهت تمایز دادن اثر دارونما از بهبود طبیعی بیماری، مطالعاتی را برررسی کردند که هم گروه دارونما و هم گروه‌های درمان نشده در آن حضور داشتند.
اثرگذاری دارونما بین افراد متفاوت است. در دهه۱۹۵۰، تحقیقات قابل توجهی انجام شد تا مشخص شود آیا تیپ شخصیتی خاصی وجود دارد که به دارونما پاسخ دهد. یافته‌ها قابل تعمیم نبود و تا اکنون تصور می‌شود که تیپ شخصیت هیچ تأثیری در مؤثر بودن یا نبودن دارونما ندارد.
کلمه " اوبیسلپ "، همان "دارونما" (پلاسیبو) است که از آخر هجی شده‌است. این واژه در ۱۹۹۸ توسط یک پزشک استرالیایی زمانی که یک دارونمای آزاد و در دسترس لازم بود ابداع شد. این کلمه برخی اوقات برای تجویز یک داروی غیرواقعی و برای پنهان ماندن از نظر بیمار استفاده می‌شود.
پیشنهاد شده‌است که اثر دارونما (که مربوط به یک گروه است) و پاسخ به دارونما (که فردی است) تمایز وجود دارد.